# 대한민국 제19대 국회의원 선거 기록
2012년 4월 11일에 실시된 대한민국 제19대 국회의원 선거에서 나온 갖가지 기록들을 정리한 문서이다.

## 지역구 당선자 최고 득표율 순
| 순위 | 후보       | 후보   | 지역구                               | 득표율 |
| ---- | ---------- | ------ | ------------------------------------ | ------ |
| 1위  | 새누리당   | 이철우 | 경상북도 김천시                      | 83.45% |
| 2위  | 새누리당   | 김광림 | 경상북도 안동시                      | 82.49% |
| 3위  | 민주통합당 | 이춘석 | 전라북도 익산시 갑                   | 77.98% |
| 4위  | 민주통합당 | 이낙연 | 전라남도 담양군·함평군·영광군·장성군 | 77.32% |
| 5위  | 새누리당   | 조원진 | 대구광역시 달서구 병                 | 74.77% |
| 6위  | 민주통합당 | 이용섭 | 광주광역시 광산구 을                 | 74.67% |
| 7위  | 새누리당   | 김재원 | 경상북도 군위군·의성군·청송군        | 72.67% |
| 8위  | 민주통합당 | 박지원 | 전라남도 목포시                      | 71.17% |
| 9위  | 민주통합당 | 주승용 | 전라남도 여수시 을                   | 70.50% |
| 10위 | 새누리당   | 이병석 | 경상북도 포항시 북구                 | 70.44% |
| 11위 | 민주통합당 | 김우남 | 제주특별자치도 제주시 을             | 69.89% |
| 12위 | 새누리당   | 윤진식 | 충청북도 충주시                      | 69.27% |
| 13위 | 새누리당   | 이주영 | 경상남도 창원시 마산합포구           | 68.82% |
| 14위 | 민주통합당 | 김동철 | 광주광역시 광산구 갑                 | 68.38% |
| 15위 | 민주통합당 | 장병완 | 광주광역시 남구                      | 67.81% |
| 16위 | 새누리당   | 정병국 | 경기도 여주시·양평군                 | 67.46% |
| 17위 | 새누리당   | 유승민 | 대구광역시 동구 을                   | 67.40% |
| 18위 | 새누리당   | 김세연 | 부산광역시 금정구                    | 66.25% |
| 19위 | 새누리당   | 심윤조 | 서울특별시 강남구 갑                 | 65.32% |
| 20위 | 민주통합당 | 이윤석 | 전라남도 무안군·신안군               | 64.38% |

## 지역구 당선자 최저 득표율 순
| 순위 | 후보       | 후보   | 지역구                        | 득표율 |
| ---- | ---------- | ------ | ----------------------------- | ------ |
| 1위  | 무소속     | 박주선 | 광주광역시 동구               | 31.55% |
| 2위  | 새누리당   | 이장우 | 대전광역시 동구               | 34.97% |
| 3위  | 무소속     | 김한표 | 경상남도 거제시               | 35.33% |
| 4위  | 민주통합당 | 김재윤 | 제주특별자치도 서귀포시       | 37.10% |
| 5위  | 통합진보당 | 이상규 | 서울특별시 관악구 을          | 38.24% |
| 6위  | 새누리당   | 박대출 | 경상남도 진주시 갑            | 39.09% |
| 7위  | 민주통합당 | 김춘진 | 전라북도 고창군·부안군        | 39.34% |
| 8위  | 새누리당   | 나성린 | 부산광역시 부산진구 갑        | 39.52% |
| 8위  | 민주통합당 | 전정희 | 전라북도 익산시 을            | 39.52% |
| 10위 | 민주통합당 | 신장용 | 경기도 수원시 을              | 40.53% |
| 11위 | 새누리당   | 박덕흠 | 충청북도 보은군·옥천군·영동군 | 40.67% |
| 12위 | 자유선진당 | 이명수 | 충청남도 아산시               | 40.88% |
| 13위 | 민주통합당 | 서영교 | 서울특별시 중랑구 갑          | 40.91% |
| 14위 | 새누리당   | 김형태 | 경상북도 포항시 남구·울릉군   | 41.24% |
| 15위 | 새누리당   | 고희선 | 경기도 화성시 갑              | 41.77% |
| 16위 | 민주통합당 | 박완주 | 충청남도 천안시 을            | 41.91% |
| 17위 | 민주통합당 | 박혜자 | 광주광역시 서구 갑            | 42.11% |
| 18위 | 자유선진당 | 이인제 | 충청남도 논산시·계룡시·금산군 | 42.36% |
| 19위 | 새누리당   | 유승우 | 경기도 이천시                 | 42.43% |
| 20위 | 자유선진당 | 성완종 | 충청남도 서산시·태안군        | 42.55% |

## 지역구 당선자 최다 득표수 순
| 순위 | 후보       | 후보   | 지역구                        | 득표수   |
| ---- | ---------- | ------ | ----------------------------- | -------- |
| 1위  | 새누리당   | 심윤조 | 서울특별시 강남구 갑          | 82,582표 |
| 2위  | 통합진보당 | 김선동 | 전라남도 순천시·곡성군        | 79,774표 |
| 3위  | 새누리당   | 최경환 | 경상북도 경산시·청도군        | 75,876표 |
| 4위  | 새누리당   | 이병석 | 경상북도 포항시 북구          | 74,824표 |
| 5위  | 새누리당   | 김세연 | 부산광역시 금정구             | 74,103표 |
| 6위  | 새누리당   | 김종훈 | 서울특별시 강남구 을          | 73,346표 |
| 7위  | 새누리당   | 정병국 | 경기도 여주군·양평군          | 71,544표 |
| 8위  | 민주통합당 | 김진표 | 경기도 수원시 정              | 68,274표 |
| 9위  | 새누리당   | 서병수 | 부산광역시 해운대구·기장군 갑 | 68,136표 |
| 10위 | 민주통합당 | 김민기 | 경기도 용인시 을              | 68,052표 |
| 11위 | 새누리당   | 정수성 | 경상북도 경주시               | 67,455표 |
| 12위 | 새누리당   | 한선교 | 경기도 용인시 병              | 66,996표 |
| 13위 | 민주통합당 | 임내현 | 광주광역시 북구 을            | 66,779표 |
| 14위 | 새누리당   | 서상기 | 대구광역시 북구 을            | 66,595표 |
| 15위 | 새누리당   | 이진복 | 부산광역시 동래구             | 66,548표 |
| 16위 | 새누리당   | 이종훈 | 경기도 성남시 분당구 갑       | 66,028표 |
| 17위 | 민주통합당 | 이상민 | 대전광역시 유성구             | 65,900표 |
| 18위 | 민주통합당 | 이학영 | 경기도 군포시                 | 65,506표 |
| 19위 | 민주통합당 | 문재인 | 부산광역시 사상구             | 65,336표 |
| 20위 | 민주통합당 | 김성주 | 전라북도 전주시 덕진구        | 64,744표 |

## 지역구 당선자 최소 득표수 순
| 순위 | 후보       | 후보   | 지역구                               | 득표수   |
| ---- | ---------- | ------ | ------------------------------------ | -------- |
| 1위  | 무소속     | 박주선 | 광주광역시 동구                      | 15,372표 |
| 2위  | 민주통합당 | 이해찬 | 세종특별자치시                       | 22,192표 |
| 3위  | 새누리당   | 김근태 | 충청남도 부여군·청양군               | 22,886표 |
| 4위  | 민주통합당 | 김춘진 | 전라북도 고창군·부안군               | 23,097표 |
| 5위  | 새누리당   | 정희수 | 경상북도 영천시                      | 23,331표 |
| 6위  | 민주통합당 | 김성곤 | 전라남도 여수시 갑                   | 23,519표 |
| 7위  | 민주통합당 | 박혜자 | 광주광역시 서구 갑                   | 25,598표 |
| 8위  | 민주통합당 | 전정희 | 전라북도 익산시 을                   | 25,797표 |
| 9위  | 민주통합당 | 박수현 | 충청남도 공주시                      | 26,210표 |
| 10위 | 새누리당   | 김명연 | 경기도 안산시 단원구 갑              | 26,767표 |
| 11위 | 새누리당   | 김동완 | 충청남도 당진시                      | 26,870표 |
| 12위 | 민주통합당 | 김재윤 | 제주특별자치도 서귀포시              | 26,992표 |
| 13위 | 새누리당   | 이재균 | 부산광역시 영도구                    | 27,597표 |
| 14위 | 민주통합당 | 박민수 | 전라북도 진안군·무주군·장수군·임실군 | 27,882표 |
| 15위 | 통합진보당 | 강동원 | 전라북도 남원시·순창군               | 28,007표 |
| 16위 | 새누리당   | 유기준 | 부산광역시 서구                      | 28,584표 |
| 17위 | 무소속     | 유성엽 | 전라북도 정읍시                      | 28,810표 |
| 18위 | 민주통합당 | 부좌현 | 경기도 안산시 단원구 을              | 29,176표 |
| 19위 | 새누리당   | 황영철 | 강원도 홍천군·횡성군                 | 29,942표 |
| 20위 | 새누리당   | 박덕흠 | 충청북도 보은군·옥천군·영동군        | 30,196표 |

## 격전지
| 순위 | 지역구                  | 1위 후보   | 1위 후보        | 2위 후보   | 2위 후보        | 득표수 차 | 득표율 차 |
| ---- | ----------------------- | ---------- | --------------- | ---------- | --------------- | --------- | --------- |
| 1위  | 경기도 고양시 덕양구 갑 | 통합진보당 | 심상정 (49.37%) | 새누리당   | 손범규 (49.18%) | 170표     | 0.19%p    |
| 2위  | 경기도 시흥시 갑        | 새누리당   | 함진규 (47.83%) | 민주통합당 | 백원우 (47.59%) | 202표     | 0.24%p    |
| 3위  | 경기도 고양시 덕양구 을 | 새누리당   | 김태원 (48.38%) | 민주통합당 | 송두영 (48.09%) | 226표     | 0.29%p    |
| 4위  | 광주광역시 동구         | 무소속     | 박주선 (31.55%) | 무소속     | 양형일 (30.61%) | 456표     | 0.94%p    |
| 5위  | 서울특별시 성동구 을    | 민주통합당 | 홍익표 (49.66%) | 새누리당   | 김동성 (48.89%) | 488표     | 0.77%p    |
| 6위  | 경기도 안산시 단원구 을 | 민주통합당 | 부좌현 (48.9%)  | 새누리당   | 박순자 (48.04%) | 512표     | 0.86%p    |
| 7위  | 서울특별시 서대문구 을  | 새누리당   | 정두언 (49.38%) | 민주통합당 | 김영호 (48.51%) | 625표     | 0.87%p    |
| 8위  | 경기도 성남시 중원구    | 통합진보당 | 김미희 (46.77%) | 새누리당   | 신상진 (46.11%) | 654표     | 0.66%p    |
| 9위  | 서울특별시 중랑구 을    | 민주통합당 | 박홍근 (44.49%) | 새누리당   | 강동호 (43.63%) | 854표     | 0.86%p    |
| 10위 | 서울특별시 강서구 을    | 새누리당   | 김성태 (50.35%) | 민주통합당 | 김효석 (49.64%) | 869표     | 0.71%p    |
| 11위 | 경상남도 김해시 갑      | 민주통합당 | 민홍철 (48.33%) | 새누리당   | 김정권 (47.17%) | 989표     | 1.16%p    |

## 최고령 당선자
| 순위 | 후보       | 후보   | 지역구                        | 생년월일         | 연령               |
| ---- | ---------- | ------ | ----------------------------- | ---------------- | ------------------ |
| 1위  | 새누리당   | 송광호 | 충청북도 제천시·단양군        | 1942년 5월 10일  | 만 69세 11개월 1일 |
| 2위  | 민주통합당 | 박지원 | 전라남도 목포시               | 1942년 6월 5일   | 만 69세 10개월 6일 |
| 2위  | 새누리당   | 강길부 | 울산광역시 울주군             | 1942년 6월 5일   | 만 69세 10개월 6일 |
| 4위  | 새누리당   | 최봉홍 | 비례대표                      | 1942년 11월 28일 | 만 69세 4개월 13일 |
| 5위  | 새누리당   | 김태환 | 경상북도 구미시 을            | 1943년 9월 24일  | 만 68세 6개월 17일 |
| 6위  | 민주통합당 | 한명숙 | 비례대표                      | 1944년 3월 24일  | 만 68세 18일       |
| 7위  | 새누리당   | 이재오 | 서울특별시 은평구 을          | 1945년 1월 11일  | 만 67세 3개월      |
| 8위  | 민주통합당 | 문희상 | 경기도 의정부시 갑            | 1945년 3월 3일   | 만 67세 1개월 8일  |
| 9위  | 새누리당   | 이한구 | 대구광역시 수성구 갑          | 1945년 12월 12일 | 만 66세 4개월      |
| 10위 | 새누리당   | 조현룡 | 경상남도 의령군·함안군·합천군 | 1945년 12월 30일 | 만 66세 3개월 13일 |

## 최연소 당선자
| 순위 | 후보       | 후보     | 지역구               | 생년월일         | 연령                |
| ---- | ---------- | -------- | -------------------- | ---------------- | ------------------- |
| 1위  | 민주통합당 | 김광진   | 비례대표             | 1981년 4월 28일  | 만 30세 11개월 13일 |
| 2위  | 통합진보당 | 김재연   | 비례대표             | 1980년 10월 30일 | 만 31세 5개월 12일  |
| 3위  | 민주통합당 | 장하나   | 비례대표             | 1977년 6월 19일  | 만 34세 9개월 22일  |
| 4위  | 새누리당   | 이자스민 | 비례대표             | 1977년 1월 6일   | 만 35세 3개월 5일   |
| 5위  | 새누리당   | 문대성   | 부산광역시 사하구 갑 | 1976년 9월 3일   | 만 35세 7개월 8일   |
| 6위  | 새누리당   | 이재영   | 비례대표             | 1975년 11월 16일 | 만 36세 4개월 25일  |
| 7위  | 새누리당   | 김상민   | 비례대표             | 1973년 7월 14일  | 만 38세 8개월 28일  |
| 8위  | 민주통합당 | 이언주   | 경기도 광명시 을     | 1972년 11월 8일  | 만 39세 5개월 3일   |
| 9위  | 새누리당   | 김세연   | 부산광역시 금정구    | 1972년 7월 15일  | 만 39세 8개월 27일  |
| 10위 | 새누리당   | 김희정   | 부산광역시 연제구    | 1971년 4월 13일  | 만 40세 11개월 29일 |